# Льґув
Льґув (пол. Lgów, нім. Lugfeld) — село в Польщі, у гміні Жеркув Яроцинського повіту Великопольського воєводства.
Населення — 169 осіб (2011).
У 1975-1998 роках село належало до Каліського воєводства.

## Демографія
Демографічна структура станом на 31 березня 2011 року:
|          | Загалом | Допрацездатний вік | Працездатний вік | Постпрацездатний вік |
| -------- | ------- | ------------------ | ---------------- | -------------------- |
| Чоловіки | 86      | 15                 | 60               | 11                   |
| Жінки    | 83      | 14                 | 48               | 21                   |
| Разом    | 169     | 29                 | 108              | 32                   |